# Walne
Walne – wieś w Polsce położona w województwie podlaskim, w powiecie augustowskim, w gminie Nowinka.
Wieś duchowna położona była w końcu XVIII wieku w powiecie grodzieńskim województwa trockiego. W latach 1975–1998 miejscowość administracyjnie należała do województwa suwalskiego.

## Historia
Według spisu powszechnego z 30 września 1921 r. w Walnem w 23 budynkach mieszkalnych mieszkało 185 osób. 172 osoby były wyznania rzymskokatolickiego, a 13 innego. Wszyscy mieszkańcy zadeklarowali narodowość polską.